# Kawasaki ZZR 1100
Kawasaki ZZR 1100 (v Severní Americe označovaný jako Kawasaki Ninja ZX-11) je model motocyklu, vyvinutý firmou Kawasaki. Byl vyráběn v letech 1990–2001. Jeho předchůdcem byl typ Kawasaki ZX-10, následovníkem se stal typ Kawasaki ZZR 1200. V letech 1990–1996 se jednalo o nejrychlejší produkční motocykl na světě, který má maximální rychlost 318 km/h, než ho překonala Honda CBR 1100 XX Super Blackbird.
Na počátku devadesátých let 20. století synonymum rychlosti. Stroj třistakilometrovou rychlost dosahoval díky dobré ochraně jezdce před větrem v naprostém pohodlí a s příjemným posazem pro řidiče i spolujezdce.

## Technické parametry (2001)
- Rám:
- Suchá hmotnost: 235 kg
- Pohotovostní hmotnost: 256 kg
- Maximální rychlost: 318 km/h
- Spotřeba paliva: